# Jaroslav Hafenrichter
Jaroslav Hafenrichter (* 22. Januar 1990 in Chomutov, Tschechoslowakei) ist ein tschechisch-deutscher Eishockeyspieler. Er steht seit Juni 2021 im Kader des ECDC Memmingen in der Eishockey-Oberliga.

## Karriere
Hafenrichter entstammt einer Familie aus dem Sudetenland. Er spielte in der Jugend in seiner Geburtsstadt Chomutov, ehe er an die Nachwuchsakademie von HC Slavia Prag ging. In der Saison 2009/10 gab er im Trikot von HC Havlíčkův Brod sein Debüt in der zweiten tschechischen Liga, 2012/13 kam er für Piráti Chomutov zu ersten Einsätzen in der höchsten Spielklasse des Landes, der Extraliga.
2013 wechselte Hafenrichter zu den Fischtown Pinguins in die DEL2. In seiner ersten Saison in Bremerhaven erzielte er in 70 Spielen (Meisterrunde inbegriffen) 27 Tore und bereitete 29 weitere vor. Mit den Norddeutschen gewann er in dieser Saison den Meistertitel in der DEL2. 2014/15 kam er auf 19 Treffer in 55 Einsätzen für Bremerhaven.
Zur Saison 2015/16 wurde er von den Hamburg Freezers aus der Deutschen Eishockey Liga (DEL) verpflichtet. 2016 wechselte er innerhalb der DEL zu den Augsburger Panthern.
Nach fünf Jahren in Augsburg wechselte Hafenrichter in der Eishockey-Oberliga zum ECDC Memmingen.

### International
Hafenrichter bestritt Länderspiele für die tschechischen Nationalmannschaften der Altersstufen U16, U17, U18 sowie U20. Im März 2018 wurde er erstmals ins Aufgebot der deutschen Eishockey-Herrennationalmannschaft berufen.

## Karrierestatistik
(Legende zur Spielerstatistik: Sp oder GP = absolvierte Spiele; T oder G = erzielte Tore; V oder A = erzielte Assists; Pkt oder Pts = erzielte Scorerpunkte; SM oder PIM = erhaltene Strafminuten; +/− = Plus/Minus-Bilanz; PP = erzielte Überzahltore; SH = erzielte Unterzahltore; GW = erzielte Siegtore; 1 Play-downs/Relegation; Kursiv: Statistik nicht vollständig)